# Oostenrijk op de Olympische Winterspelen 1960
Tijdens de Olympische Winterspelen van 1960, die in Squaw Valley (Verenigde Staten) werden gehouden, nam Oostenrijk voor de achtste keer deel.

## Medailleoverzicht
| Sport          | Olympiër         | Discipline       | Medaille |
| -------------- | ---------------- | ---------------- | -------- |
| Alpineskiën    | Ernst Hinterseer | slalom (m)       | Goud     |
| Alpineskiën    | Josef Stiegler   | reuzenslalom (m) | Zilver   |
| Alpineskiën    | Matthias Leitner | slalom (m)       | Zilver   |
| Alpineskiën    | Ernst Hinterseer | reuzenslalom (m) | Brons    |
| Alpineskiën    | Traudl Hecher    | afdaling (v)     | Brons    |
| Schansspringen | Otto Leodolter   | mannen           | Brons    |

## Deelnemers en resultaten

### Alpineskiën
| Olympiër             | Discipline       | Resultaat | Prestatie                  |
| -------------------- | ---------------- | --------- | -------------------------- |
| Ernst Hinterseer     | reuzenslalom (m) | Brons     | 1.49,1 (+0,8)              |
| Ernst Hinterseer     | slalom (m)       | Goud      | 2.08,9 1.10,7+58,2         |
| Matthias Leitner     | slalom (m)       | Zilver    | 2.10,3 (+1,4) 1.11,1+59,2  |
| Andreas Molterer     | afdaling (m)     | 19e       | 2.15,1 (+9,1)              |
| Andreas Molterer     | reuzenslalom (m) | 12e       | 1.51,6 (+3,3)              |
| Ernst Oberaigner     | slalom (m)       | dq        | diskwalificatie            |
| Karl Schranz         | afdaling (m)     | 7e        | 2.09,2 (+3,2)              |
| Karl Schranz         | reuzenslalom (m) | 7e        | 1.50,8 (+2,5)              |
| Josef Stiegler       | afdaling (m)     | 15e       | 2.13,1 (+7,1)              |
| Josef Stiegler       | reuzenslalom (m) | Zilver    | 1.48,7 (+0,4)              |
| Josef Stiegler       | slalom (m)       | 5e        | 2.11,1 (+2,2) 1.11,5+59,6  |
| Egon Zimmermann      | afdaling (m)     | 10e       | 2.09,8 (+3,8)              |
|                      |                  |           |                            |
| Herlinde Beutlhauser | afdaling (v)     | dq        | diskwalificatie            |
| Josefine Frandl      | afdaling (v)     | 39e       | 2.11,6 (+34,0)             |
| Josefine Frandl      | reuzenslalom (v) | 21e       | 1.45,7 (+5,8)              |
| Josefine Frandl      | slalom (v)       | 16e       | 2.03,0 (+13,4) 59,2+1.03,8 |
| Traudl Hecher        | afdaling (v)     | Brons     | 1.38,9 (+1,3)              |
| Traudl Hecher        | reuzenslalom (v) | 25e       | 1.46,7 (+6,8)              |
| Traudl Hecher        | slalom (v)       | dq        | diskwalificatie            |
| Hilde Hofherr        | reuzenslalom (v) | 9e        | 1.41,9 (+2,0)              |
| Hilde Hofherr        | slalom (v)       | 5e        | 1.58,0 (+8,4) 58,8+59,2    |
| Marianne Jahn-Nutt   | slalom (v)       | dq        | diskwalificatie            |
| Erika Netzer         | afdaling (v)     | 8e        | 1.41,1 (+3,5)              |
| Erika Netzer         | reuzenslalom (v) | dq        | diskwalificatie            |

### Kunstrijden
| Olympiër                | Discipline | Resultaat | Prestatie                  |
| ----------------------- | ---------- | --------- | -------------------------- |
| Peter Jonas             | mannen     | 13e       | pc. 115,0; 1213,200 punten |
| Norbert Felsinger       | mannen     | dnf       | opgave                     |
| Regine Heitzer          | vrouwen    | 7e        | pc. 58,0; 1327,900 punten  |
| Karin Frohner           | vrouwen    | 9e        | pc. 99,0; 1266,000 punten  |
| Diana Hinko Heinz Döpfl | paarrijden | 8e        | pc. 54,5; 69,800 punten    |

### Noordse combinatie
| Olympiër        | Discipline | Resultaat | Prestatie                                   |
| --------------- | ---------- | --------- | ------------------------------------------- |
| Alois Leodolter | mannen     | 21e       | 414,984 punten schans: 205,5 15 km: 209,484 |

### Schaatsen
| Olympiër          | Discipline   | Resultaat | Prestatie         |
| ----------------- | ------------ | --------- | ----------------- |
| Franz Offenberger | 500 m (m)    | 29e       | 43,0 (+2,8)       |
| Franz Offenberger | 1500 m (m)   | dnf       | opgave            |
| Franz Offenberger | 5000 m (m)   | 29e       | 8.38,2 (+46,9)    |
| Hermann Strutz    | 500 m (m)    | 40e       | 44,4 (+4,2)       |
| Hermann Strutz    | 1500 m (m)   | 24e       | 2.19,4 (+9,0)     |
| Hermann Strutz    | 5000 m (m)   | 18e       | 8.21,9 (+30,6)    |
| Hermann Strutz    | 10.000 m (m) | 19e       | 17.06,5 (+1.19,9) |

### Schansspringen
| Olympiër          | Discipline | Resultaat | Prestatie                  |
| ----------------- | ---------- | --------- | -------------------------- |
| Otto Leodolter    | mannen     | Brons     | 219,4 punten (88,5+83,5 m) |
| Alwin Plank       | mannen     | 14e       | 206,7 punten (87,5+75,5 m) |
| Walter Steinegger | mannen     | 16e       | 205,9 punten (87,5+79,5 m) |
| Wilhelm Egger     | mannen     | 34e       | 185,4 punten (78,5+76,0 m) |

Argentinië · Australië · Bulgarije · Canada · Chili · Denemarken · Duits eenheidsteam · Finland · Frankrijk · Groot-Brittannië · Hongarije · IJsland · Italië · Japan · Libanon · Liechtenstein · Nederland · Nieuw-Zeeland · Noorwegen · Oostenrijk · Polen · Sovjet-Unie · Spanje · Tsjecho-Slowakije · Turkije · Verenigde Staten · Zuid-Afrika · Zuid-Korea · Zweden · Zwitserland